# Ільєсс Ель-Кортбі
Ільєсс Ель Кортбі (англ. Ilyess El Kortbi; 17 грудня 1996, Харків, Україна) — український екоактивіст та громадський діяч у сфері захисту навколишнього середовища та протидії зміни клімату. Співзасновник та організатор Fridays for Future (українською: П'ятниць заради Майбутнього) в Україні, який бореться за зменшення викидів вуглецю, що необхідно для досягнення цілей Паризької кліматичної угоди. З початку Російського вторгнення в Україну Ільєсс зайняв активну громадську позицію, гучно заявляючи у світовій та німецькій пресі про залежність країн Європейського Союзу, особливо Німеччини, від викопного палива Російської Федерації, що призвело до цієї війни. Є дійсним членом Fridays For Future та спільноти MAPA (Most Affected People and Areas - що стоїть за професійну спільноту громадського сектору з міжнародних питань Найбільше Вразливих Людей та Місцевість).

## Життєпис
Ільєсс Ель Кортбі народився 17 грудня 1996 у місті Харкові на сході України. У дитинстві разом з батьками переїхав у Марокко, де провів свою юність, повернувшись в Україну у віці 14 років. З 2011 по 2015 роки навчався у Спеціалізованій школі І-ІІІ ступенів № 109 міста Харкова. Опісля отримання середньої освіти продовжує здобувати своє навчання на програмі бакалаврського рівня за спеціальністю архітектура у Харківському Національному Університеті Будівництва та Архітектури, яку успішно завершує у 2020.
Ільєсс Ель Кортбі народився 17 грудня 1996 у місті Харкові, що на сході України. У дитинстві разом з батьками переїхав у Марокко, де провів свою юність, повернувшись в Україну у віці 14 років. З 2011 по 2015 роки навчався у Спеціалізованій школі І-ІІІ ступенів № 109 міста Харкова. Після отримання повної середньої освіти продовжує здобувати своє навчання на програмі бакалаврського рівня за спеціальністю архітектура у Харківському Національному Університеті Будівництва та Архітектури, яку завершує у 2020.
У вересні 2016 вперше вступає до громадської організації Urban Reforms, заснованої у Харкові. Громадські ініціативи Urban Reforms до яких був долучений активіст головним чином були мобілізовані довкола сфер урбаністики та архітектури — організація оперувала під лозунгом «Активізація міст для кращого життя». У лютому 2017 припиняє своє залучення до проектів організації.
У березні 2019 р. ініціює створення представництва Міжнародного кліматичного руху Fridays For Future (українською: П'ятниць заради Майбутнього) у Харкові, таким чином стаючи співзасновником Fridays For Future Ukraine.
У 2019 бере участь в European Youth Week організованого Радою Європи у ролі Молодіжного експерта. Пізніше цього ж року, долучається до Офіційної молодіжної групи Рамкової конвенції ООН про зміну клімату (РКЗК ООН) на правах представника місцевого округу Fridays For Future. У червні 2022 організація акредитує Ільєсс Ель Кортбі представляти останню на Конференції зі Зміни Клімату у Бонні (Німеччина) організованою у межах Рамкової Конвенції ООН зі Зміни Клімату.
У 2021 стає молодіжним делегатом ООН з України через Дитячий Фонд ООН (UNICEF) на UK COP26 у Глазго, Шотландія. Того ж року виступає у ролі Національного Координатора України від COY16 з YOUNGO.
У червні 2022 виступає в ролі делегата від YOUNGO на SB56, де базується офіс Рамкової Конвенції ООН зі Зміни Клімату у Бонні (Німеччина). У November Україна акредитує Ель Кортбі представляти останню на Конференції Сторін 2023 зі Зміни Клімату.

### Початок повномасштабного вторгнення
Війна застала Ель Кортбі у Києві. Саме тут він проводив інформаційну роботу з активістами по всьому світу, підіймаючи тих на антивоєнні мітинги, та організовував евакуації. Вже в березні Ільєсс евакуювався до Німеччини, де продовжив активістську діяльність у німецькій групі Fridays For Future очевидцем з України інформуючи німецьке, а згодом і світове, суспільство про повномасштабну війну на сході Європи та роль викопного палива як фактичної причини для її початку.

### Ставлення до війни
Війну в Україні активіст називає першою кліматичною війною, що точиться за ресурси та через ресурси. Через це Ель Кортбі прозвав її "війною багатих людей" в якій не хоче брати участі, адже європейські країни, що продовжують залежати від ресурсів диктатора, не можуть забезпечувати демократичні інтереси.
"Ми боремося з кризою, яку не спричиняли. Тепер я та інші активісти з України перебуваємо у війні, яку ми не починали, і війна, спричинена переважно тією ж причиною: кліматична криза."

### Робота з громадськістю
Головною тезою промов активіста залишається перехід енергетичного сектору з викопного палива на відновлювані джерела енергетики як перехід з того виду енергії що надав авторитарній державі як Російська Федерація можливість повномасштабно вторгатися в Україну як до безпечної, незалежної енергії, повне ембарго російського палива та рішуче засудження залежності європейської економіки від російського газу, нафти та вугілля.
На 10-му глобальному кліматичному страйку, що відбулася 25 березня 2022 року, Ель Кортбі звинуватив уряд Німеччини у лицемірстві, адже залишаючись на боці України, держава продовжувала закуповувати російський газ.
Весною та влітку 2022 року брав участь у протестах в європейських містах, таких як Гамбург, Берлін, Турин тощо та продовжив свою боротьбу з фінансуванням війни.
Щорічні кліматичні саміти від ООН Ільєсс вважав «найгіршим місцем з порожніми словами та порожніми обіцянками», проте 22-26 травня виступив Амбасадором Молоді від Arctic Basecamp на Всесвітньому Економічному Форумі 2022 у Давосі, Швейцарія, після чого змінив свою думку у гірший бік: «Люди ігнорували факти та продовжували говорити так, наче в Україні нічого не сталося.»
У липні 2022 перебував Міжнародним Оглядачем з України спікером на Саміті G7 у замку Ельмау (Гарміш-Партенкірхен, Баварія, Німеччина), де обговорення наслідків розв'язаною Російською Федерацією війни проти України було основним фокусом. Саме під час даної промови Ільєсс Ель Кортбі поставив до лідерів світу питання: «Чим лідери G7 відрізняються від Путіна, якщо більшість з них думають про прибутки?», яке стало скандально відомим та широко обговорюваним у західній пресі.
З липня 2022 року асистує німецькому відділу Fridays for Future у Берліні з питань публічних комунікацій та зв'язків з громадськістю.
У вересні 2022 український активіст відзначився своєю участю у події Youth4Climate, що проводилась у Нью-Йорку (США) у рамках 77-ї Сесії Генеральної Асамблеї ООН та організовувалась за партнерської ініціативи Міністерства Екологічного Транзиту Італії та Програми Розвитку ООН (ПРООН).
З 6 по 18 листопада 2022 на волонтерських засадах виступав у ролі експерта по комунікації зі сторони Міністерства захисту довкілля та природних ресурсів України на 27-й Конференції Організації Об'єднаних Націй зі зміни клімату (UNFCCC COP27), яка проводилась у Шарм-ель-Шейху, Єгипет.
Газову конференцію у Відні, що відбулась у березні 2023 року, так само як і Всесвітній саміт у Хофбурзі, Ель Кортбі зустрів протестом, наполягаючи на непотрібності світу нового газу чи нафти у той час, коли можна перейти на відновлювані джерела та запобігти фінансуванню Росії.
З травня 2022 є стипендіатом та науковим співробітником Інституту Альберта Ейнштейна (Бостон, США).